# Santiago Udaeta
Santiago Udaeta Font (nacido el 20 de julio de 1949 en Zúrich, Suiza) es un exjugador de baloncesto y arquitecto español.

## Trayectoria
Nacido en Suiza, se traslada de pequeño a Madrid y después con 8 años a Barcelona, debido al trabajo de su padre, José de Udaeta, que era coreógrafo, maestro de baile y concertista de castañuelas. Se inicia en el Colegio La Salle Bonanova, vivero de grandes jugadores de baloncesto. En la temporada 1968-69, con 18 años, ficha por el Español, donde juega un año, al igual que en el FC Barcelona. Después ficharía por el Joventut de Badalona, donde juega por un espacio de 4 años. Sus últimos equipos en activo fueron el Club Bàsquet L'Hospitalet y el Granollers Esportiu Bàsquet, jugando dos años en cada uno. Después de retirarse de la práctica activa del baloncesto se dedicó a la arquitectura, se trasladó a Menorca siendo arquitecto superior del Consejo Insular de Menorca y arquitecto en obra civil.